# 4859 Fraknoi
A 4859 Fraknoi (ideiglenes jelöléssel 1986 TJ2) a Naprendszer kisbolygóövében található aszteroida. Edward L. G. Bowell fedezte fel 1986. október 7-én.